# Kangra
Kangra (del hindi: काँगड़ा) es una ciudad y un consejo municipal del Kangra en el estado de Himachal Pradesh al sur del Himalaya.  Es el lugar donde se encuentran los templos Masrur, conocidos como Pirámides Himalayan. La palabra Kangra es la unión de las palabras Kaann («oreja») y gaddha (crea/molde).

## Historia
Históricamente conocida como Nagarkot o Trigarta, la ciudad de Kangra fue fundada por Katoch Kshatriya Rajputs de Chandervanshi. Los rajás Katoch tuvieron residencia en Kangra, construyeron fuertes templos en lavish.
Otro nombre antiguo de la ciudad es Bhimagar, presuntamente fundada por Raja Bhim, hermano más joven del emperador Kurú Yudhishthira de Indraprastha (hoy Delhi).
El templo de Deví Vajreshwari fue uno de los más viejos y ricos de la India del norte, y fue destruido junto con el fuerte y la ciudad por el terremoto de Kangra el 4 de abril de 1905, muriendo 1335 personas.

### El Katoch-alianzas y batallas sijs en contra Reino de Nepal
El fuerte fue recapturado por el rey Katoch después de que Jehangir muriese. Múltiples batallas siguieron entre el rey sij Maharajá Ranjit Singh y el Rey Sansar Chand Katoch. Pero, mientras la guerra entre el Sikhs y Katochs tenía lugar, las puertas del fuerte Kangra quedaron abiertas. El ejército Gurkha abrió las puertas del fuerte Nagarkot en 1806. Esto forzó una alianza entre los ejércitos Sikhs y Katochs, y ambos recapturaron el fuerte después de una batalla en 1809. Kangra estuvo controlada por el Rey Katoch hasta 1828 cuando Maharajá Ranjit Singh lo anexó después que Sansar Chand murió. Luego el nepalés Gorkha capturó a Kangra hasta la llegada de los británicos. La ciudad fue integrada en el imperio británico en 1846 y quedó ocupada hasta la independencia de India. El estado nativo de Kangra se fusionó con la India en 1948 por el entonces titulado Raja de Kangra Lambagraon, concretamente Raja Druv Dev Chand Katoch. Fue parte de la provincia de Punjab hasta noviembre de 1966 cuando fue transferida a Himachal Pradesh.

## Geografía

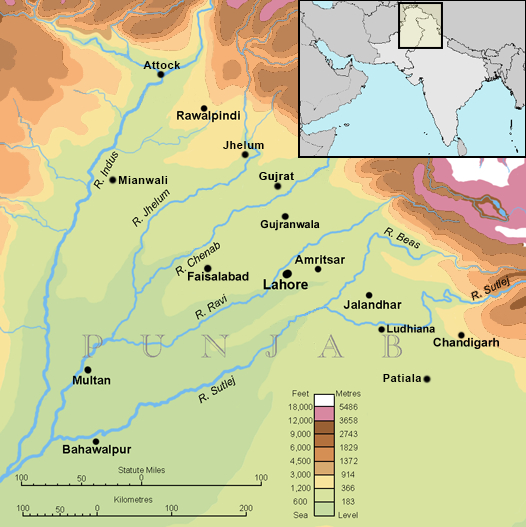
Mapa del Panyab

Kangra está localizado en Himachal Pradesh y tiene una elevación media de 733 metros. El distrito de Kangra se extiende del Jalandhar Doab lejos a las gamas del sur del Himalaya. Es una ciudad en la confluencia de los ríos Bener, Majhi y Beas.

## Economía
El cultivo de té fue introducido en el valle de Kangra aproximadamente en el año 1850. La feria Palampur, que se estableció por el gobierno para desarrollar el comercio con Asia central, atrae un pequeño concurso de mercaderes Yarkandi. Los Lahulis realizan un comercio emprendedor con Ladakh y países más allá de la frontera, a través de ovejas y cabras. Arroz, té, papas, especias, lana y miel son las principales exportaciones.

## Las atracciones turísticas

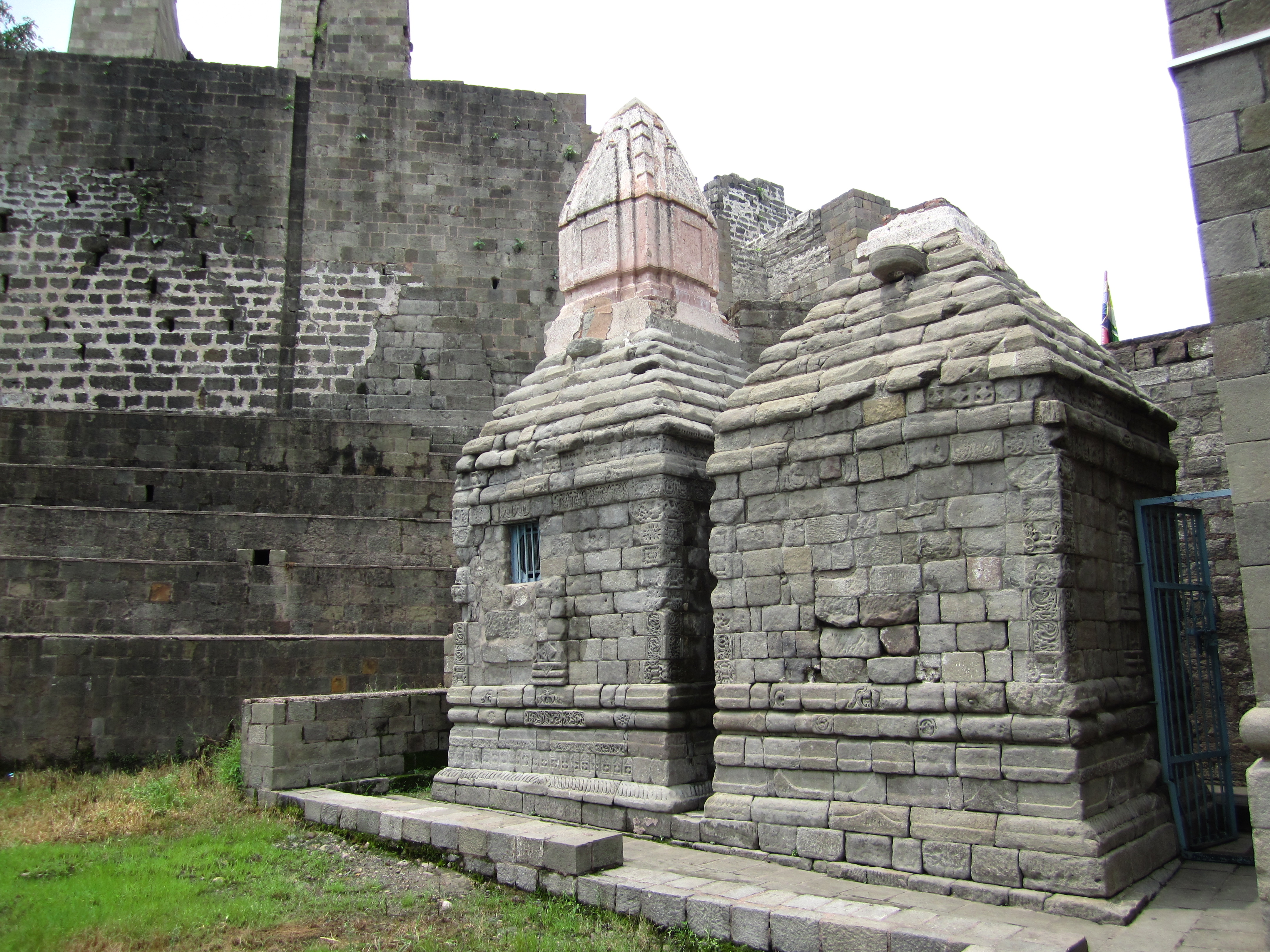
Ambika Mata Templo, Kangra Fort

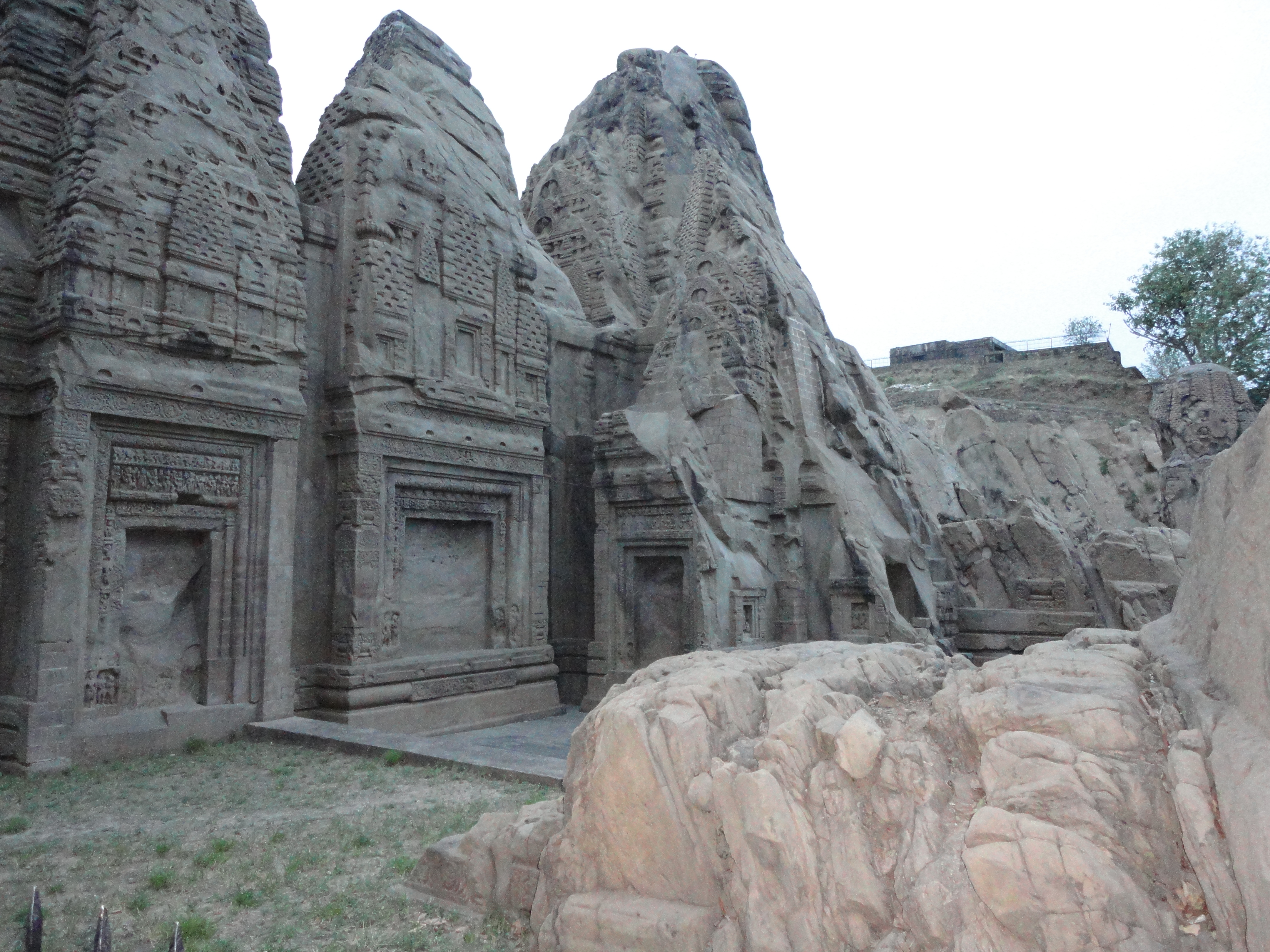
Templo de Corte del rock, Masroor

El fuerte Kangra es también una atracción turística popular. Es uno de los fuertes más viejos de la India así como el más viejo en Himachal Pradesh. Guías de audio están disponibles en Maharajá Sansar Chand, el museo contiguo al fuerte Kangra. También cuenta con el Templo Masroor Rock Cut, construido por Pándavas, que es conocido como Pirámides del Himalaya y maravilla del mundo, candidato a Patrimonio Mundial de la UNESCO. Además cuenta con otros templos antiguos como el Jawalaji, templo Chamunda Devi, templo chintapurni, Baba Baroh y Baijnath.
El parque natural de Gopalpur en el pueblo de Gopalpur tiene jardines de té. Este parque natural de Gopalpur está cerrado los lunes.
Mcleodganj, cerca de Dharamshala, es el hogar en el exilio del Dalai Lama.  "El templo de Bhagsunag" está ahí. El campo de cricket de Dharamshala también es una atracción debido a su ubicación y calidad de lanzamiento. Mcleodganj es conocida por sus valles, pequeños cafés y restaurantes.

## Demografía
El censo de India de 2001 establece que Kangra tenía una población de 9,154 habitantes. Los varones constituyen el 50% de la población y las mujeres el 50%. Kangra tiene una tasa de alfabetización promedio del 83%, más alta que el promedio nacional de 59.5%: la alfabetización masculina es del 85% y la alfabetización femenina es del 81%. En Kangra el 10% de la población es menor de 6 años.

## Perfil del área de la ciudad de Kangra
- Alfabetizados - 7,567
- Analfabetismo - 1,589
- Índice de alfabetización (%) - 92.0

## Centros comerciales y lugares de reunión
La ciudad tiene un centro comercial de lado del Cerro, el Maximus Mall and Domino's. Para realizar diversas compras están Big Bazaar, Vishal Mega Mart, y Rajput Shopping Complex. Las salas de exhibición de Reliance Fresh y Pantaloons llegarán pronto.

## Transporte
El aeropuerto de Kangra (código de aeropuerto IATA DHM) está a 10 km al norte de la ciudad. Es accesible por  la línea de ferrocarril Kangra Valley desde Pathankot a 94 km. Está conectado por carretera con otras ciudades en Himachal Pradesh e India. Se encuentra a 450 km de Delhi, a 36 km de Palampur, a 15 km de Dharamshala y a 220 km de Chandigarh.

## Otras lecturas
- Chakrabarti DK (1984). Las antigüedades de Kangra. Delhi: Munshiram Manoharlal Publishers Private Limited.
- Kangra Fort - A Legend Of Mahabharata Times. Archivado el 24 de febrero de 2019 en Wayback Machine.